# The Boer War (film 1914)
The Boer War è un film muto del 1914 diretto da George Melford. Ambientato all'epoca della seconda guerra boera, ha come interpreti Lawrence Peyton, William Brunton e Marin Sais.

## Trama
Innamorato di Jane, la figlia di Lambert, un generale in pensione, il capitano Doane si prende la colpa per un furto commesso in realtà da Jack, il fratello di Jane, che tenta, così, di appianare i suoi debiti di gioco. I Lambert, ignari di tutto, inorridiscono. Doane, espulso dall'esercito, si arruola sotto falso nome, diventando - durante la seconda guerra boera - l'attendente di Jack. Quest'ultimo, vergognandosi del proprio comportamento, scrive una lettera dove si prende le sue responsabilità, ma Doane, senza che l'altro sappia nulla, la distrugge. Doane si distingue in battaglia, salvando anche la vita di Jack. Rimasto ferito agli occhi, si riconcilia con i Lambert quando Jack confessa la verità. Jane giura di dedicare la sua vita alla cura dell'amato il cui eroismo in battaglia viene ufficialmente riconosciuto.

## Produzione
Il film, prodotto dalla Kalem Company, venne girato in Sudafrica.

## Distribuzione
Distribuito dalla General Film Company, il film uscì nelle sale cinematografiche statunitensi nel marzo 1914.
Non si conoscono copie ancora esistenti della pellicola che viene considerata presumibilmente perduta.